# خالد علوش
خالد علوش (بالفرنسية: Khaled Alouach)‏ هو ممثل فرنسي جزائري. ولد في 17 أبريل 1998 في بئر مراد رايس في الجزائر.

## سيرة شخصية
ولد خالد علوش في الجزائر، ونشأ في الدائرة 15 عشرة في باريس. انضم إلى مدرسة ليسيه فيكتور دروي. في عام 2017 ، تم اختياره من قبل المخرج تشاد شينوجا، الذي عرض عليه الدور الرئيسي في دي توس ميس فورس. وفي عام 2018، قام ببطولة في فيلم سكين في القلب للمخرج يان جونزاليس.

## روابط خارجية
- خالد علوش على موقع IMDb (الإنجليزية)
- خالد علوش على موقع ألو سيني (الفرنسية)
- خالد علوش على موقع قاعدة بيانات الفيلم (الإنجليزية)
- خالد علوش على موقع كينوبويسك (الروسية)